# معبد بيناتاران

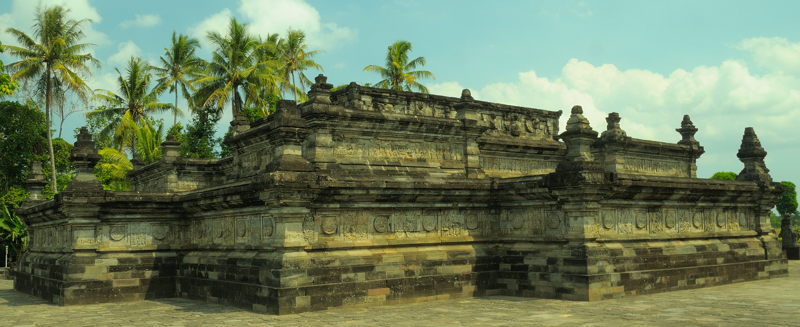
المعبد القديم في مجمع بيناتاران.

معبد بيناتاران (بالإندونيسية: Candi Penataran) هو واحد من أكبر مجمع أطلال للمعابد الهندوسية في جاوة الشرقية في إندونيسيا. يقع المعبد على بعد 12 كم تقريبًا إلى الشمال الشرقي من مدينة بليتار، كما يقع المعبد بالقرب من مطار مالانج. يعتقد أن المعبد قد شُيِّد في الفترة بين القرن الثاني عشر الميلادي والقرن الخامس عشر، وقد لعب دوراً هاماً في إمبراطورية ماجاباهيت، وخاصة في عهد الملك هايام وروك، واعتبر ملجأه المفضل.:241 يعود معبد بناتاران إلى حقبة عصر كديري.
يعد معبد بانتاران أحد معابد شيفا. يضم المعبد واحد من أكبر مجموعات النقوش الإندونيسية التي تُظهر قصص حياة الإله الهندوسي فيشنو في تجسيدات مختلفة. على وجه الخصوص يتضمن موقع المعبد قصة راما في النسخة الجاوية من ملحمة رامايانا، وكذلك قصة كريشنا، كما وصف المعبد قصيدة كريجنايانا الملحمية في تريغونا.:158

## تراث عالمي
تمت إضافة هذا الموقع إلى موقع تراث عالمي في 19 أكتوبر 1995م في الفئة الثقافية. وقد تم تحديد هذا المعبد باسم معبد بالاه، وذكرت التقارير المعبد ضمن المواقع التي زارها الملك هايام وروك خلال جولته الملكية في جميع أنحاء جاوة الشرقية. صنف الموقع على قائمة مواقع التراث العالمي التي لها «قيمة عالمية خارجية».